# 張方
張方（3世紀—306年），表字不詳，河間人。西晉時河間王司馬顒麾下將領，继程昱之后第二个被史书记载以人肉作軍糧的魏晋历史人物。

## 生平

### 屢建功勳
張方出身貧賤，地位十分低微，到長安時幸得當地富戶郅輔慷慨供給物質支援，後更因才能和勇氣而得到司馬顒的賞識，多次升遷後官至振武將軍。永寧元年（301年），齊王司馬冏要討伐篡位稱帝的趙王司馬倫，因司馬顒支持司馬倫，於是曾派張方討平在始平郡響應司馬冏的夏侯奭，又命他領兵到洛陽支援司馬倫，但當張方到華陰時，司馬顒見司馬冏軍兵力強盛，才命人追回張方，改為支持司馬冏。
永寧二年（302年），司馬顒長史李含從洛陽回來，假稱受密詔要誅除當時專政的大司馬齊王司馬冏，並獻計要先讓當時在洛陽的驃騎將軍長沙王司馬乂先討伐司馬冏，待司馬冏消滅司馬乂後以此為由再以自己軍隊討伐。司馬顒聽從並上陳司馬冏的罪狀，並舉兵十萬，命李含率領張方等人，聯結新野王司馬歆和范陽王司馬虓一起進攻洛陽。但司馬乂卻能夠戰勝司馬冏，並掌握朝政，李含和張方等只好退兵回長安。
太安二年（303年）司馬顒見因司馬乂得勝令他的奪權計劃失敗，於是命李含等人刺殺司馬乂，但被皇甫商識破，並令司馬乂殺死李含等人。司馬顒於是聯結成都王司馬穎一同以討伐皇甫商為名攻打司馬乂，並命張方領精兵七萬前往洛陽。張方到洛陽後先擊破前來迎戰的皇甫商，並入城大肆搶掠。及後張方進攻西明門，此時司馬乂與晉惠帝率兵抵抗，張方兵眾見皇帝乘輿稍為退後，張方不能阻止，最終令到全軍向後潰退，並遭到司馬乂所領兵馬追擊，傷亡枕藉，張方亦只能退兵至十三里橋，並致力重整軍心，建起幾重的營壘圍困洛陽，又從外運輸軍需品，更曾擊敗領兵來攻的司馬乂。但因司馬穎軍隊多次被司馬乂擊破，死傷高遠六、七萬人；而即使戰爭已延續到明年年初且城中缺乏糧食仍沒有內亂發生，令張方覺得未能取勝，意圖撤兵。但此時東海王司馬越因害怕司馬乂不能取勝，於是聯中幾名殿中諸將收捕司馬乂，後更將司馬乂送交張方，張方於是燒死司馬乂，正式結束戰事。與此同時，司馬顒正被雍州刺史劉沈攻擊，被逼由渭城退回長安，並呼召張方，張方於是入城擄掠官私奴婢萬餘人後便立刻趕回長安，途中為解決軍中缺糧問題，更曾以人肉滲雜牛肉及馬肉作為糧食。劉沈潰敗後，張方獲升任右將軍、馮翊太守。

### 進據洛陽
永興元年（304年），剛被立為皇太弟司馬穎已見驕橫，大失眾望。司空司馬越和右衛將軍陳昣和長沙王故將上官巳等於是起兵謀討伐在鄴城的司馬穎，並帶晉惠帝一同出征。司馬顒見此，則命張方領二萬兵到鄴城營救司馬穎，但途中司馬穎部將石超就已擊敗司馬越軍並帶晉惠帝到鄴城，司馬顒於是改命張方鎮守洛陽。上官巳和苗願等人出拒張方但被擊敗，留守洛陽的太子司馬覃夜襲苗願和上官巳，二人出走而司馬覃向張方投降，張方於是進駐洛陽。同年王淩和東嬴公司馬騰討伐司馬穎，司馬穎兵敗並帶晉惠帝逃回洛陽，張方又到芒山迎帝。

### 逼帝西遷
張方在司馬穎帶晉惠帝回洛陽後擁兵專政，同時士兵亦幾乎將洛陽的物資都搜刮殆盡，都很想回到長安。張方於是意圖讓晉惠帝遷都長安，但又怕惠帝和眾大臣不順從，於是決意劫持惠帝到長安。張方曾請惠帝拜謁宗廟，意圖途中逼惠帝到長安，但惠帝拒絕。及後張方決定領兵入宮逼惠帝上路，惠帝躲在後園的竹樹之間但都被發現，並強行拉上車，送到張方的營壘去；同時張方的士兵亦在宮中大肆搜略，魏晉以來所累積的財寶幾乎都被一掃而空。張方更為了讓人們沒有重返洛陽之心，打算焚毀宗廟和宮室，幸有盧志以董卓火燒洛陽之事成功勸止張方。三日後張方即劫持晉惠帝和皇太弟司馬穎等宗室和官員到長安。到長安後，張方升任中領軍、錄尚書事，領京兆太守。

### 被誣枉死
永興二年（305年），张方废黜皇后羊献容，羊献容被囚禁于金墉城。
同年，東海王司馬越以讓晉惠帝還都洛陽為名起兵，因司馬越兄弟三人都督三州軍事，又得到范陽王司馬虓和王浚等人的支持，很快就組成一支強大的軍事力量。但同時豫州刺史劉喬卻起兵反抗，不受司馬越指揮更攻擊司馬虓的根據地許昌和抵擋向關中地區西進的司馬越大軍。司馬顒見此，於是以張方為大都督，領兵十萬與呂朗等到前方支援劉喬。後來劉喬在當年十二月被司馬虓所派部隊擊敗，洛陽因而被司馬越軍佔領；張方則於霸上停駐，按兵不動。曾被張方侮辱的參軍畢垣見司馬顒在劉喬兵敗後考慮退兵和解，卻因怕張方反對而猶豫不決，向司馬顒說張方在霸上不動其實是見司馬越軍強盛，意圖叛變，還稱張方親信郅輔知道叛變的事，而繆播和繆胤亦認為張方一死，司馬越大軍就會自己解散。畢垣在郅輔見司馬顒前威嚇郅輔，教他回答時都只答是（爾爾）；司馬顒於是相信張方叛變，又希望以張方換取司馬越罷兵，便命令郅輔殺張方。張方因視郅輔為親信，所以對他沒有防備，最終輕易地被郅輔殺死，司馬顒即送張方的頭顱給司馬越請求和解，但遭司馬越拒絕，而且大軍更逼近長安，又利用張方的頭顱誘降司馬顒的其他兵將，最終都讓司馬越成功擊敗司馬顒。

## 附註
1. ↑  《三国志 魏书》卷14《程昱传》裴松之注引《世语》：“初，太祖乏食，昱略其本县，供三日粮，颇杂以人脯，由是失朝望，故位不至公。”
2. ↑  戰爭於二年八月爆發，直至三年正月結束。
3. ↑  《资治通鉴》卷八十五
4. ↑  盧志說：「董卓無道，焚燒洛陽，怨毒之聲，百年猶存，何為襲之！」
5. ↑  司馬越都督徐州、弟司馬略都督青州、司馬模都督冀州。
6. ↑  （司馬）顒因使召（郅）輔，（畢）垣迎說輔曰：「張方欲反，人謂卿知之。王若問卿，何辭以對？」輔驚曰：「實不聞方反，為之若何？」垣曰：「王若問卿，但言爾爾。不然，必不免禍。」
7. ↑  事後司馬顒見此感到後悔，處死原本立了功的郅輔。

## 延伸阅读
[在维基数据编辑]
 《晉書·卷060》，出自房玄齡《晉書》